# Mill en Sint Hubert
Mill en Sint Hubert és un municipi de la província del Brabant del Nord, al sud dels Països Baixos. L'1 de gener del 2009 tenia 11.044 habitants repartits sobre una superfície de 53,08 km² (dels quals 0,91 km² corresponen a aigua). Limita al nord amb Landerd, Grave i Cuijk i al sud amb Uden i Sint Anthonis. 	 

## Centres de població
Mill, Langenboom, Sint Hubert i Wilbertoord.

## Ajuntament
- CDA 4 regidors
- Algemeen Belang 4 regidors
- VierKernenPartij 3 regidors
- PvdA 2 regidors
- Dorpslijst Langenboom 2 regidors